# Bernhard Risberg
Johan Bernhard Risberg, född 23 september 1862, död 15 november 1947, var en svensk professor, lektor i latin vid Katedralskolan, Linköping, skald, språkforskare och översättare. Han är representerad i äldre psalmböcker med en psalm att sjunga vid kyrkogårdsinvigningar. Han var lärare åt bland andra Josef Svennung.
Han var ogift. Genom sitt testamente inrättade han den Risbergska donationsfonden till Linköpings domkyrkas förskönande.

## Skrifter (urval)
Fullständig förteckning av Hugo Larsson: Bernhard Risbergs tryckta skrifter 1878-1947. Bibliografi. Linköping 1968
- De non nullis locis Agamenonis Aeschyleae scribendis et interpretandis (Almqvist & Wiksell, 1891) [Diss. Uppsala universitet]
- Tyska förebilder till dikter af Atterbom, litteraturhistorisk studie (Uppsala universitet, 1892)
- Dikter (Wettergren & Kerber, 1893)
- Den svenska psalmbokens revision, kritiska bidrag med anledning av Psalmbokskommittéens nya förslag till reviderad psalmbok (Norstedt, 1897)
- I templets förgård, psalmer (Schultz, 1902)
- Den svenska versens teori, prosodiska och metriska undersökningar (Ljus, 1905–1907). 2., omarb. uppl. Norstedt, 1932–1936
- Vallmo och blåklint, nya dikter (Ljus, 1906)
- På nyckelharpa och violin (Ljus, 1908)
- Meleager, drama i tre akter (Ljus, 1909)
- Den osynliga kedjan (Ljus, 1912)
- Lyxuppfostran af medborgare: polemiska artiklar i folkskolefrågan (1921)
- Gnejs och gnistor, dikter (Bonnier, 1927)
- Fresker och reliefer: forngrekiska bilder på vers (med teckningar av Yngve Berg, Saxon & Lindström, 1937)
- Textkritiska studier till Fredmans epistlar (Geber, 1938)
- Bockar i kanten, handledning till språkvård i ett tjog kåserier (1942)
- Ansikten och verk, studier i svensk litteraturhistoria (1947)

## Översättningar (urval)
- Gottfried Keller: Valda noveller (Hæggström, 1883)
- Johann Wolfgang von Goethe: Egmont: sorgespel i fem akter (Fahlcrantz, 1889)
- Aischylos: Agamemnon: sorgespel (Upsala : Akademiska bokhandeln, 1890)
- Horatius: Valda sånger (Ljus, 1901)
- Propertius: Cynthia: kärleksdikter (Ljus, 1905)
- Sofokles: Antigone: sorgespel (Norstedt, 1910). 2., översedda uppl. Norstedt, 1928
- Platon: Sokrates' försvarstal (Norstedt, 1910)
- Horatius: Satirer och epistlar i urval (Linköping: Sahlströms bokhandel, 1922)
- Homeros: Odysséen (översättning av Hugo Bergstedt, reviderad av Bernhard Risberg, Bonnier, 1926)
- Homeros: Iliaden (Bonnier, 1928)
- Grekisk och romersk lyrik (Bonnier, 1934)

## Psalmer
- En handsbredd är vår levnads mått (1937 nr 221)

## Priser och utmärkelser
- 1908 – Kungliga priset
- 1912 – Letterstedtska priset för översättningen av Sofokles Antigone
- 1929 – Letterstedtska priset för tolkningen av Homeros Iliaden